# Justin Hayward
Justin David Hayward (Swindon, 14 de outubro de 1946) é um músico inglês, mais conhecido como autor de canções, cantor principal e guitarrista na banda The Moody Blues.

## Início de carreira
Hayward tocava em várias bandas desde cedo até aos 15, quando comprou a sua  Gibson 335, uma guitarra que aparece em quase todos os seus discos através da sua carreira e um amplificador Vox AC30. Todas as anteriores guitarras eram "insatisfatórias" e requeriam modificação. Ele atuou com grupos locais de Swindon em clubes e danceterias, tocando principalmente canções de Buddy Holly. sUm dos primeiros grupos de Hayward foi All Things Bright, o qual abria para os The Hollies e Brian Poole and the Tremeloes. Aos 17 ele assinou um contrato de oito anos como autor de canções com o artista skiffle e produtor de discos Lonnie Donegan, uma decisão que Hayward mais tarde lamentou por significar os direitos de todas as suas canções escritas antes de 1974. que sempre pertenceriam a Donegan's Tyler Music. Em 1965 ele respondeu a um anúncio da Melody Maker e fez audição para guitarrista de Marty Wilde e prosseguiu o trabalho com Wilde e a sua esposa em The Wilde Three.